# Maria Pietilä-Holmner
Maria Pietilä-Holmner (Umeå, 25. srpnja 1986.) umirovljena je švedska alpska skijašica.

## Olimpijske igre
Na Olimpijskim igrama u Torinu osvojila je 10. mjesto u veleslalomu i 21. u slalomu. Četiri godine kasnije na igrama u Vancouveru osvojila je 4. mjesto u slalomu i 24. u veleslalomu. Na Zimskim olimpijskim igrama u Sočiju bila je jedna od favoritkinja za osvajanje medalje u slalomu i veleslalomu, ali se to ipak nije ostvarilo. U slalomskoj utrci nije uspjela čak ni završiti prvu vožnju, dok je u veleslalom završila na 6. mjestu.

## Svjetski kup
U Svjetskome skijaškome kupu Maria nastupala je od 2004. godine, te imala deset pobjedničkih postolja, odnosno tri pobjede.

## Postolja u Svjetskom kupu
| Sezona | Nadnevak           | Mjesto održavanja      | Discipina        | Rezultat |
| ------ | ------------------ | ---------------------- | ---------------- | -------- |
| 2009.  | 15. studenog 2008. | Levi, Finska           | slalom           | 2.       |
| 2011.  | 28. studenog 2010. | Aspen, SAD             | slalom           | 1.       |
| 2011.  | 2. siječnja 2011.  | München, Njemačka      | paralelni slalom | 1.       |
| 2012.  | 27. studenog 2011. | Aspen, SAD             | slalom           | 2.       |
| 2014.  | 22. prosinca 2013. | Val-d'Isère, Francuska | veleslalom       | 3.       |
| 2014.  | 5. siječnja 2014.  | Bormio, Italija        | slalom           | 2.       |
| 2014.  | 14. siječnja 2014. | Flachau, Austrija      | slalom           | 3.       |
| 2014.  | 8. ožujka 2014.    | Åre, Švedska           | slalom           | 2.       |
| 2015.  | 13. prosinca 2014. | Åre, Švedska           | slalom           | 1.       |

## Vanjske poveznice
- Švedski olimpijski odbor  Arhivirana inačica izvorne stranice od 25. veljače 2010. (Wayback Machine)
- Statistika FIS-a  Arhivirana inačica izvorne stranice od 3. studenoga 2011. (Wayback Machine)